# Bothriophryne purpurascens
Bothriophryne purpurascens är en stekelart som beskrevs av Compere 1939. Bothriophryne purpurascens ingår i släktet Bothriophryne och familjen sköldlussteklar. Inga underarter finns listade.